# Lucina
D'acord amb la mitologia romana, Lucina va ser una divinitat itàlica que presidia els parts. No es podien portar ofrenes a Lucina si no es duien tots els nusos desfets, perquè un llaç, un cinturó, un nus o una cosa semblant podia impedir que el part de la dona per la qual es feia l'ofrena no arribés a bon termini.
Algunes voltes era confosa amb Juno, a la que s'invocava amb el nom de Juno Lucina per tenir un bon part, o amb Diana, que protegia els naixements. Lucina va acabar sent un sobrenom de les dues deesses.
També es va assimilar a la dea grega Ilitia, protectora dels parts i dels nens acabats de néixer.